# Mount Lafayette
Mount Lafayette är ett 1 600 meter högt berg beläget i Vita bergen i New Hampshire. Mount Lafayette är en av de populäraste övernattningsplatserna i Vita bergen, på grund av den spektakulära utsikten från dess topp och dess läge vid Interstate 93. De övre delarna av berget ligger inom den alpina zonen, ett område där endast lite vegetation finns på grund av det hårda klimatet.
Berget är uppkallat efter den franska generalen Lafayette som slogs i kontinentalarmén under det Amerikanska frihetskriget.